# 北海運河

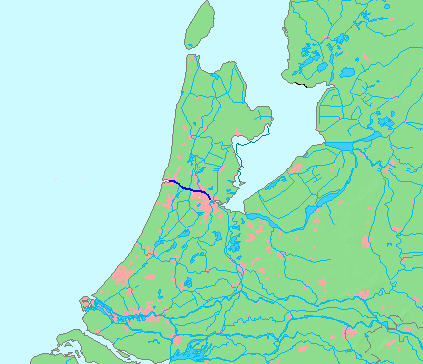
阿姆斯特丹-萊茵運河

北海運河（荷蘭語：Noordzeekanaal）是自荷蘭阿姆斯特丹至北海之間的一條運河，修建於1865年至1876年之間，以便於船舶自北海進入阿姆斯特丹港。該運河在艾灣和阿姆斯特丹-萊茵運河連接。